# Diostracus brevabdominalis
Diostracus brevabdominalis är en tvåvingeart som beskrevs av Zhu, Masunaga och Yang 2007. Diostracus brevabdominalis ingår i släktet Diostracus och familjen styltflugor. Inga underarter finns listade i Catalogue of Life.